# Rodopi (casa editrice)
Rodopi, fondata nel 1966 ad Amsterdam, nei Paesi Bassi, è una casa editrice di libri accademici con sedi nei Paesi Bassi e negli Stati Uniti.
Prende il nome dall'omonima catena montuosa al confine tra la Bulgaria e la Grecia.
Dal 1º gennaio 2014 Rodopi fa parte della casa editrice internazionale Brill.